# Telipogon antioquianus
Telipogon antioquianus är en orkidéart som beskrevs av Heinrich Gustav Reichenbach. Telipogon antioquianus ingår i släktet Telipogon och familjen orkidéer. Inga underarter finns listade i Catalogue of Life.

## Bildgalleri

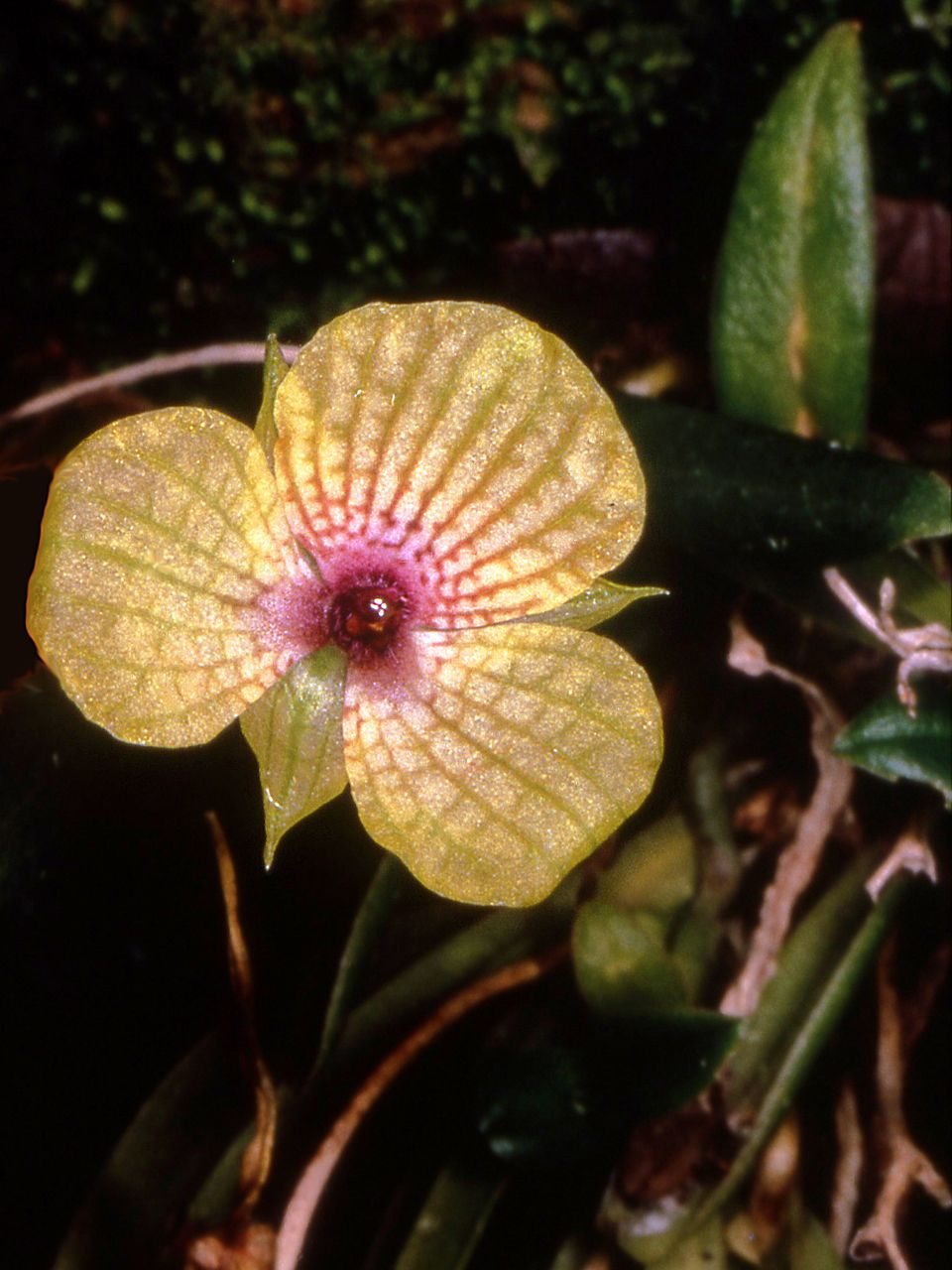